# César Alierta
César Alierta Izuel (Saragozza, 5 maggio 1945 – Saragozza, 10 gennaio 2024) è stato un dirigente d'azienda spagnolo, presidente di Telefónica dal 2000 all'8 aprile 2016.

## Biografia
César Alierta era figlio di Juana Izuel Labad e Cesáreo Alierta Perela, che fu sindaco di Saragozza negli anni sessanta e presidente del Real Zaragoza e fratello di Mariano Alierta, ex senatore del Partito Popolare e deputato al Congresso per l'UCD.
Si laureò in Giurisprudenza presso l'Università di Saragozza nel 1967 e tre anni dopo conseguì un Master alla Columbia University a New York.
Entrò a far parte del Banco Urquijo come analista finanziario e da allora ha ricoperto vari incarichi, tra cui quello di direttore di Gesfondo, Urquijo Gestión de Patrimonios e Urquijo Servicios Financieros. Nel 1980 diventò direttore della divisione mercati dei capitali di questa banca. In questo ruolo si occupò della preparazione dei dirigenti che si trovavano nelle più importanti società e società di intermediazione in Spagna.
Fu anche dirigente dell'azienda di tabacchi franco-spagnola Altadis. Dal 2014, attraverso una fondazione, fu socio di maggioranza della società calcistica del Real Saragozza.
Morì a Saragozza il 10 gennaio 2024 all'età di 78 anni per una polmonite.